# Canale dell'ipoglosso

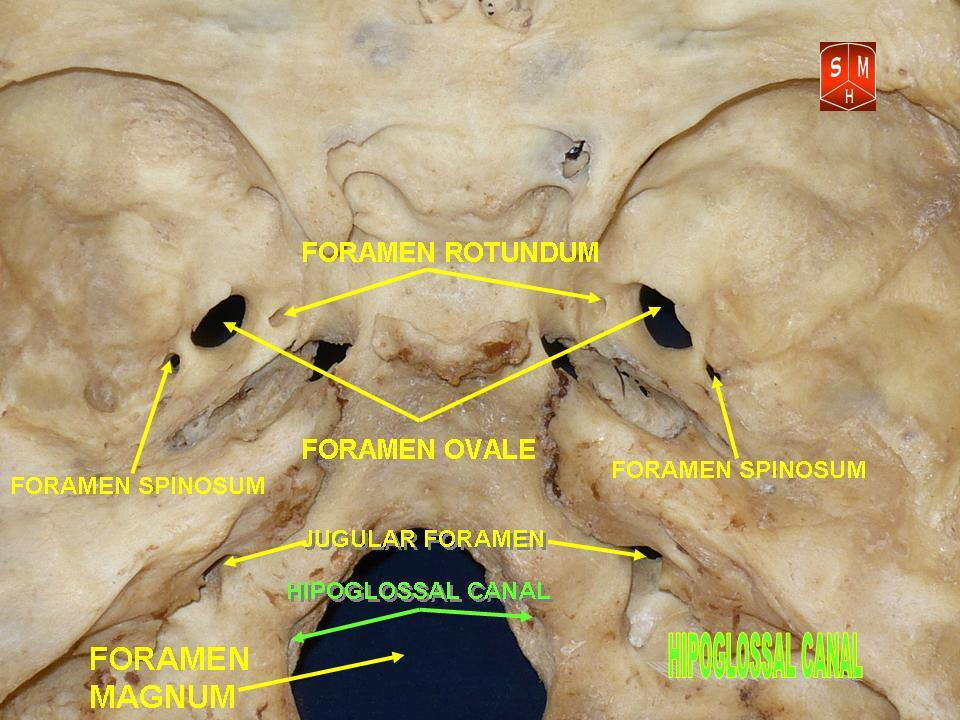
Nell'immagine, il canale dell'ipoglosso è visibile evidenziata in verde, alla base del teschio

Il canale dell'ipoglosso è un forame nell'osso occipitale del cranio . È nascosto medialmente e superiormente dal condilo occipitale.

## Struttura
Viene attraversato dal nervo ipoglosso dal suo punto di entrata vicino al midollo allungato al suo foro di sua al livello della base del cranio vicino al forame giugulare . Si trova nella giunzione epifisaria tra il basioccipite e il processo giugulare dell'osso occipitale.

## Funzione
Il canale ipoglosso è stato recentemente utilizzato per cercare di determinare l'antichità del linguaggio umano. I ricercatori hanno scoperto che gli ominidi che vivevano fino a 2 milioni di anni fa avevano lo stesso canale delle dimensioni degli scimpanzé moderni; alcuni scienziati ipotizzano quindi che essi non fossero in grado di parlare. Tuttavia, l'arcaico H. sapiens 400.000 anni fa aveva lo stesso canale delle dimensioni degli umani moderni, il che significa che avrebbe potuto essere in grado di parlare. Anche alcuni Neanderthal avevano il canale ipoglosso delle stesse dimensioni dell'arcaico H. sapiens. Tuttavia studi recenti che hanno coinvolto diverse specie di primati non sono riusciti a trovare prove conclusive di una relazione tra le sue dimensioni e il linguaggio.

## Significato clinico
Il canale ipoglosso si forma durante lo stadio embriologico di sviluppo nei mammiferi, portando talvolta alla presenza di più di due canali quando si forma l'osso occipitale. Lo studio di quest'area aiuta nella diagnosi di una varietà di tumori trovati alla base del cranio, tra cui: grandi neoplasie del glomo giugulare, mielomi e meningioma occasionale. Gli studi sul canale ipoglosso ruotano attorno allo sviluppo di tecniche di perforazione sicure per condurre un intervento chirurgico su quella zona del cervello.